# Sân bay Kuopio

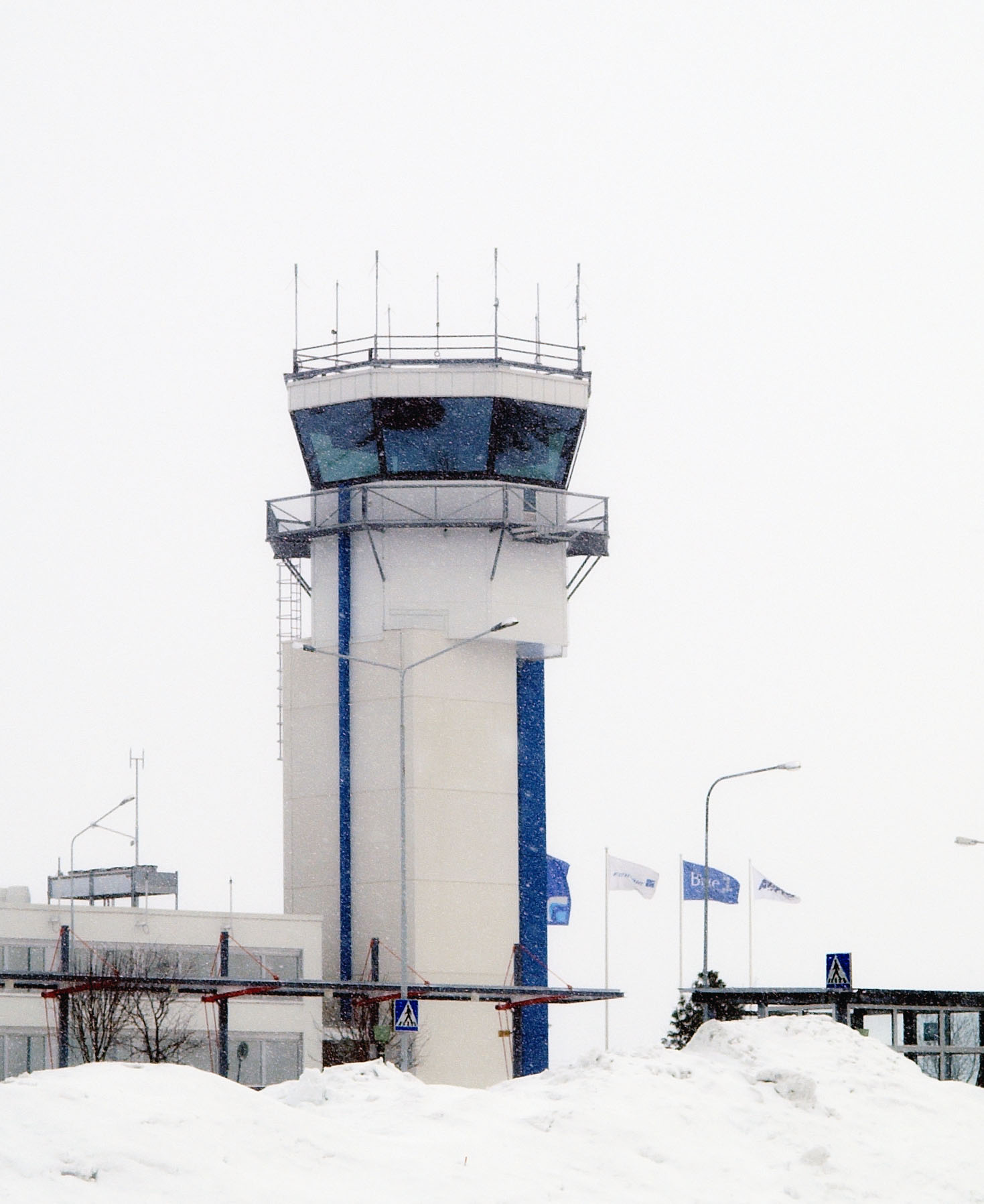
Tháp không lưu mới

Sân bay Kuopio là một sân bay ở Siilinjärvi, Phần Lan (IATA: KUO, ICAO: EFKU) phục vụ thành phố Kuopio. 
Đây là sân bay hỗn hợp dân sự và quân sự. Sân bay Kuopio được xây xong tháng 11 năm 1939, chuyến bay đầu tiên từ tháng 5 năm 1940.
Trong thế chiến 2, Luftwaffe đã sử dụng sân bay này (năm 1942–43).

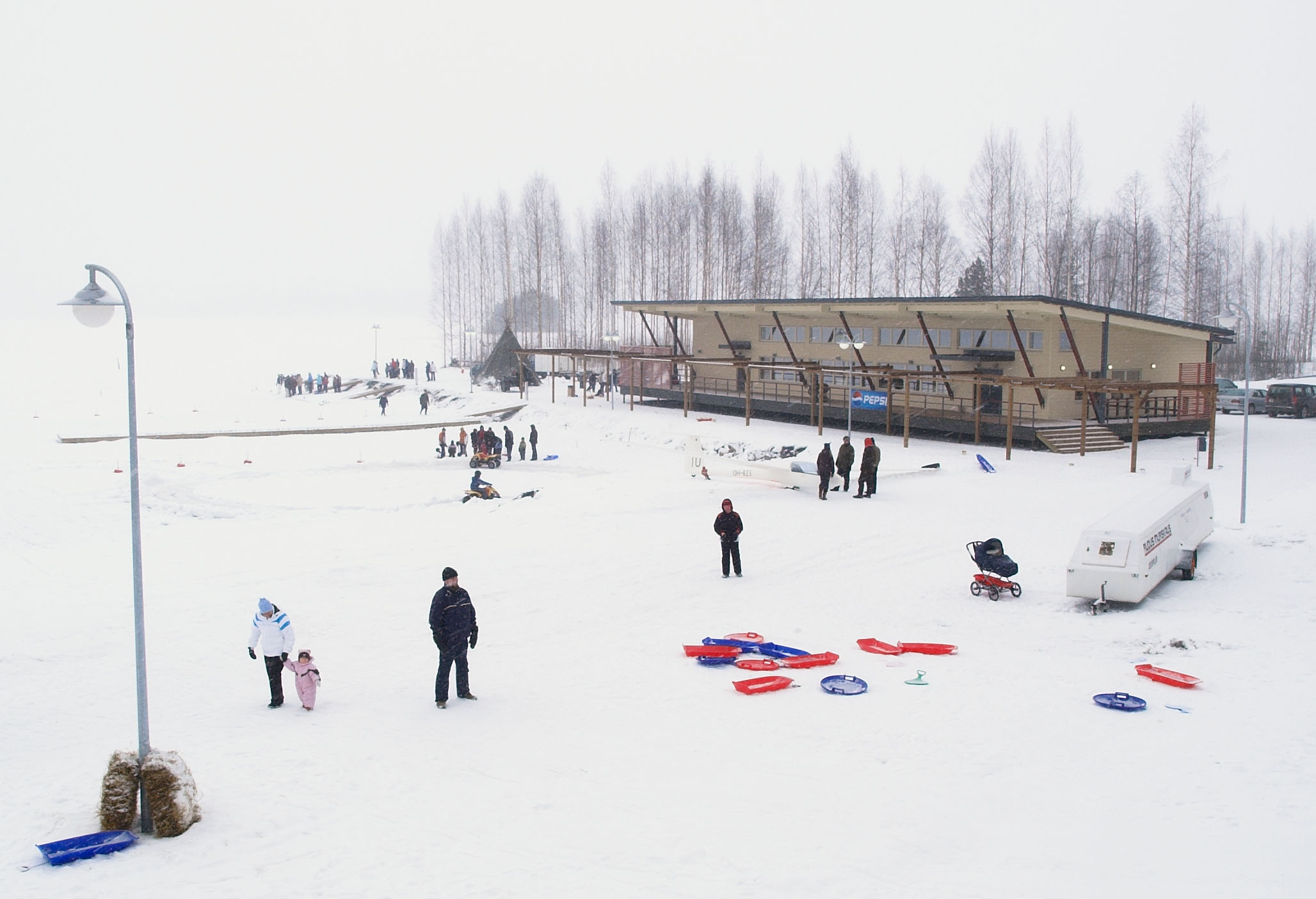
Nhà ga Lake
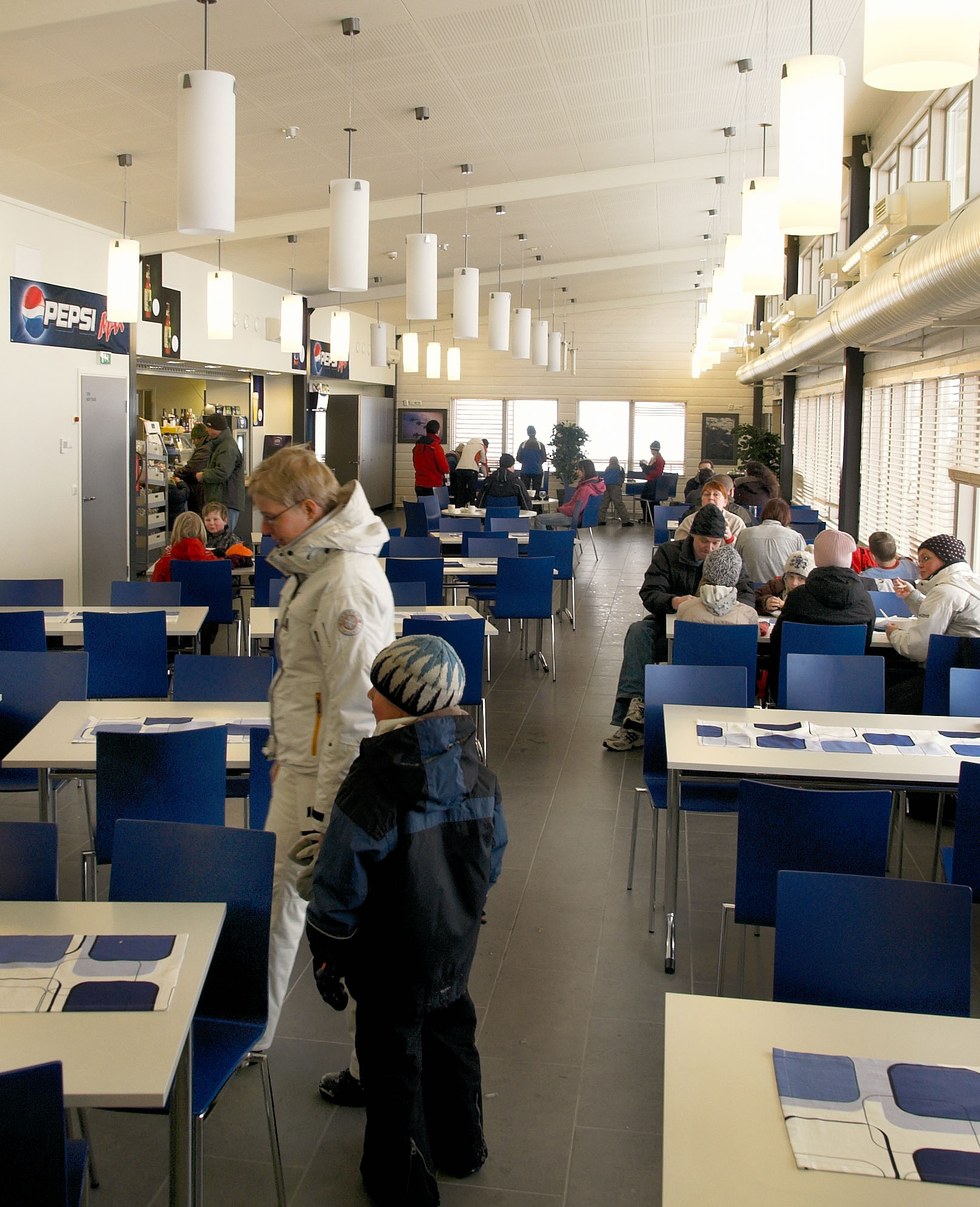
Bên trong nhà ga Lake
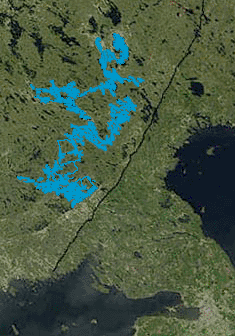
Lake Saimaa

Một nhà ga duy nhất Lake được xây xong tháng 3 năm 2008.
Nhà ga này cách đài không lưu 200 mét. Lake Saimaa cung cấp dịch vụ vận tải thủy đến các thành phố Finnish Lakeland: Imatra, Joensuu, Kuopio, Lappeenranta, Mikkeli, Savonlinna và Varkaus. 
Sông Vuoksi chảy từ Saimaa đến hồ Ladoga (Nga). Kênh đào Saimaa nối Saimaa với vịnh Phần Lan.

## Các hãng hàng không và tuyến bay
DOMESTIC
- airBaltic (Tampere)
- Blue1 (Helsinki)
- Finnair (Helsinki)
- Finncomm Airlines (Helsinki)

INTERNATIONAL
- airBaltic (Riga)

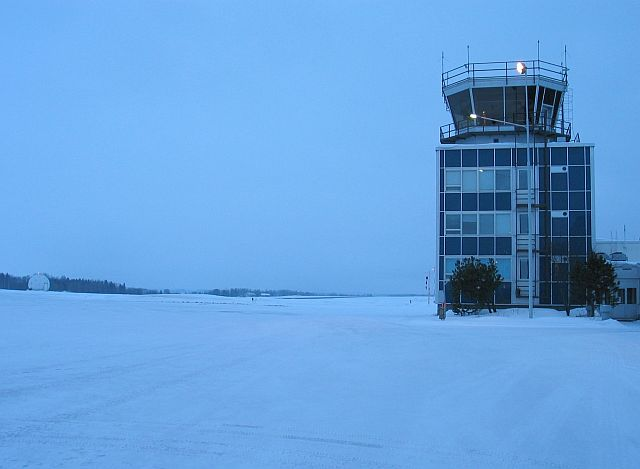
Đài không lưu cũ

Ngoài ra còn có các chuyến bay thuê bao vào các kỳ nghỉ.